# Expedição Antártica Australasiática

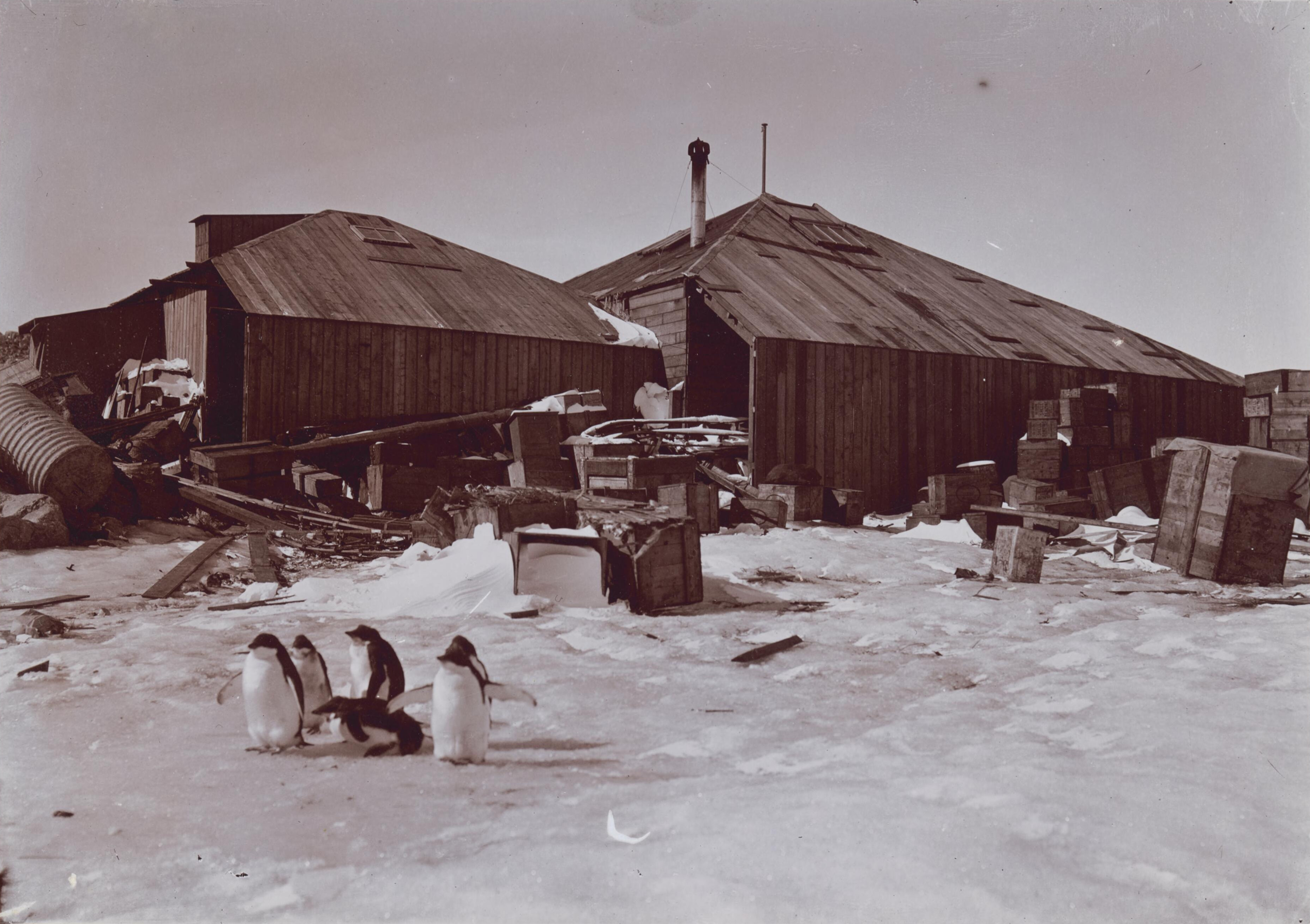
Cabana da base principal no cabo Denison utilizada pela Expedição da Australásia (1911-1914).

A Expedição Antártica Australasiática (em inglês: Australasian Antarctic Expedition) foi uma expedição de 1911 (partindo de Londres em 28 de julho) a 1914 chefiada por Douglas Mawson que explorou a costa antártica amplamente desconhecida ao sul da Austrália. Mawson foi inspirado a liderar seu próprio empreendimento por suas experiências na expedição Nimrod de Ernest Shackleton em 1907–1909. Durante seu tempo na Antártica, os grupos de trenó da expedição cobriram cerca de 4 180 quilômetros (600 milhas) de território inexplorado, enquanto seu navio, SY Aurora, navegou 2 900 quilômetros (1 800 milhas) de costa não mapeada. As atividades científicas incluíam medições meteorológicas, observações magnéticas, um extenso programa oceanográfico e a coleta de muitas amostras biológicas e geológicas, incluindo a descoberta do primeiro meteorito encontrado na Antártica. A expedição foi a primeira a estabelecer e manter contato sem fio entre a Antártida e a Austrália. Outra inovação planejada – o uso de uma aeronave – foi frustrada por um acidente antes da partida da expedição. A fuselagem do avião foi adaptada para formar um trenó motorizado ou "ar-trator", mas provou ser de utilidade muito limitada.
A expedição foi organizada em três bases: uma na subantártica Ilha Macquarie e duas no continente antártico. A base principal, sob o comando de Mawson, foi montada em Cabo Denison, cerca de 500 quilômetros (300 milhas) a oeste de Cabo Adare, e uma base ocidental sob Frank Wild foi estabelecida na plataforma de gelo Shackleton, mais de 2 400 quilômetros (1 500 milhas) a oeste do Cabo Denison. As atividades em ambas as bases do continente foram prejudicadas por ventos extremos, que muitas vezes impossibilitavam o trabalho externo.

A expedição foi marcada pela morte de dois membros durante uma tentativa de chegar a Oates Land: Belgrave Edward Ninnis, que caiu em uma fenda, e Xavier Mertz, que morreu na angustiante jornada de volta. Mawson, seu parceiro de trenó, foi então forçado a fazer uma árdua jornada solo de volta à base; ele perdeu o navio e teve que passar mais um ano em Cape Denison, junto com um grupo substituto de seis. Esta estada foi dificultada pelo colapso mental de Sidney Jeffryes, a operadora sem fio. Quando Mawson voltou da Antártica, ele recebeu as boas-vindas de um herói e recebeu muitas honras, incluindo o título de cavaleiro. Os estudos científicos forneceram dados abundantes e detalhados – que levaram trinta anos para serem completamente publicados – e o amplo programa de exploração da expedição lançou as bases para as reivindicações territoriais posteriores da Austrália na Antártida.